# Antaresia childreni
Il pitone di Children (Antaresia childreni (Gray, 1842)) è un serpente appartenente alla famiglia Pythonidae.

## Descrizione
Gli esemplari più piccoli misurano circa 70 cm, ma può arrivare ad una lunghezza massima di 1 m. A differenza delle femmine, i maschi hanno una coda più lunga e robusta. Se viene minacciato si difende mordendo ma, come tutti i pitoni, non è velenoso.

## Biologia

### Comportamento
Passa gran parte del tempo nascosto sotto le rocce.

### Alimentazione
Si ciba prevalentemente di lucertole, anche se tende anche a mangiare piccoli mammiferi e uccelli.

## Distribuzione
È presente, in prevalenza nella parte settentrionale dell'Australia.